# 拉佛羅里達 (納里尼奧省)
拉佛羅里達是哥倫比亞的城鎮，位於該國西南部，由納里尼奧省負責管轄，距離首府帕斯托24公里，始建於1820年，面積139平方公里，海拔高度2,317米，2005年人口11,151。